# Small Town Boy
Small Town Boy is het debuutalbum van de Nederlandse singer-songwriter Duncan Laurence. Het album werd uitgebracht op vrijdag 13 november 2020. Drie dagen na de release was het album platina. Laurence schreef veel liedjes voor het album in Los Angeles, samen met zijn vriend John Garfield. Ook werkte Armin van Buuren aan een nummer mee. Op 21 mei 2021 verscheen er een deluxe editie van het album met drie nieuwe liedjes, plus twee nieuwe versies van Arcade.

## Tracklijst
| Nr. | Titel                        | Duur |
| --- | ---------------------------- | ---- |
| 1.  | Beautiful                    | 4:17 |
| 2.  | Yet                          | 3:03 |
| 3.  | Between Good and Goodbye     | 4:06 |
| 4.  | Loves You Like I Couldn't Do | 3:49 |
| 5.  | Sleeping on the Phone        | 3:09 |
| 6.  | Arcade                       | 3:05 |
| 7.  | Figure It Out                | 2:53 |
| 8.  | Last Night                   | 2:54 |
| 9.  | Someone Else                 | 3:04 |
| 10. | Love Don't Hate It           | 2:53 |
| 11. | Umbrella                     | 5:08 |
| 12. | Feel Something (Bonustrack)  | 2:38 |